# Dehesa de Arganzuela

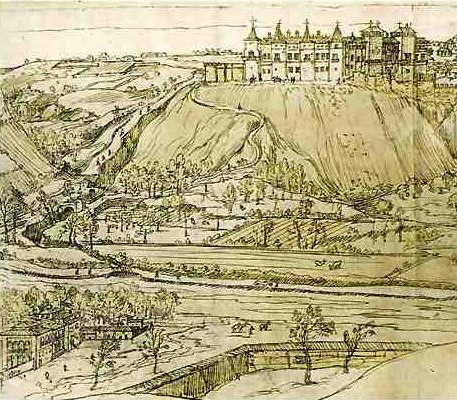
Panorámica de los huertos de la dehesa desde la Casa de Campo en tiempos de Felipe II; enfrente, el Alcázar en 1562, según un dibujo de Anton van der Wyngaerde (fragmento).

La Dehesa de Arganzuela fue una zona de pastos a orillas del río Manzanares en el sur de Madrid. Se extendía desde el puente de Toledo al paseo de Yeserías, en la zona que recorre la M-30. Se utilizó desde el siglo XVI como dehesa para las reses que se iban a sacrificar en el vecino antiguo matadero de la villa.

## Historia
Durante los últimos años del siglo XV, tras reunir un cierto número de tierras y viñas adquiridas por la Villa mediante trueques y compras, el concejo logró tener en propiedad una amplia zona entre la población y el río. Así, reinando los Reyes Católicos, los vecinos de Madrid acordaron llevar sus ganados a pastar en los prados de la dehesa que fue también zona estabulación del ganado antes de ser sacrificado en los mataderos municipales. 
El primitivo matadero de reses se instaló al final de la calle de Arganzuela, donde ocupó diferentes edificios en distintas épocas hasta que, ya en el año 1924, se abrió el Matadero y Mercado Municipal de Ganados diseñado por el arquitecto Luis Bellido. Tras ello, la primitiva dehesa quedó reducida a un área que en 1969 se convirtió en el parque de la Arganzuela y parte de los terrenos pasaron a ser jurisdicción de la "Canalización del Manzanares", hasta que a comienzos del siglo XXI se integró en el espacio urbano denominado Madrid Río.
Se ha especulado con la posibilidad de que el nombre de la dehesa tuviera su origen en el asentamiento a orillas del Manzanares de un pequeño caserío denominado: "Arganda chiquita" o "Arganduela", poblado con vecinos de Arganda del Rey.
Tradicionalmente se celebró en sus explanadas la verbena de San Isidro. 